# Lestes nigriceps
Lestes nigriceps là loài chuồn chuồn trong họ Lestidae. Loài này được Fraser mô tả khoa học đầu tiên năm 1924.